# Автомат (механизм)
Автома́т — машина, самостоятельно действующее устройство (или совокупность устройств), выполняющее по жёстко заданной программе, без непосредственного участия человека, процессы получения, преобразования, передачи и использования энергии, материала и информации. Автоматы применяются для обеспечения комфортных условий жизни человека, повышения производительности, облегчения и обеспечения безопасности его труда.

## История
Автоматы известны с древности, первые автоматы представляли собой движущиеся фигуры людей и животных.
Автоматические устройства XVIII—XIX веков основывались на принципах и методах классической механики. Развитие электротехники, практическое использование электричества в военном деле, связи и на транспорте привели к ряду открытий и изобретений, послуживших научной и технической базой для новых типов автоматов, действующих при помощи электричества. Важное значение имели работы русских учёных: изобретение П. Л. Шиллингом магнитоэлектрического реле (1830) — одного из основных элементов электроавтоматики, разработка Ф. М. Балюкевичем, В. М. Тагайчиковым и др. в 1880-х годах ряда устройств автоматической сигнализации на железнодорожном транспорте, создание С. М. Апостоловым-Бердичевским совместно с М. Ф. Фрейденбергом первой в мире автоматической телефонной станции (1893—1895), и многие другие.
Начало промышленного использования автоматов относится к периоду промышленной революции XVIII века. К автоматическим устройствам этого времени, имевшим в основном экспериментальный характер, относятся: в России — автоматический суппорт Андрея Нартова для токарно-копировальных станков (1820-е годы), поплавковый регулятор уровня воды в котле И. И. Ползунова (1765), в Англии — центробежный регулятор Дж. Уатта (1784), во Франции — ткацкий станок с программным управлением от перфокарт для выработки крупноузорчатых тканей Ж. Жаккара (1808) и др.
Возникновение электроники привело к появлению принципиально новых электронных автоматических устройств и целых комплексов — от электронного реле до управляющих вычислительных машин.
По мере развития автоматов расширялись их возможности и области применения, они превратились в сложные автоматические устройства, успешно выполняющие функции контроля, регулирования и управления. Вместо отдельных автоматов стали применяться автоматические комплексы с использованием ЭВМ.